# Aldermanno
Nei paesi anglosassoni l'aldermanno (inglese alderman) è un membro del consiglio municipale, con funzioni variabili. In passato il titolo è stato utilizzato anche per designare giudici municipali. Il titolo deriva dall'anglo-sassone ealdorman che significa letteralmente "uomo anziano" e che veniva attribuito al nobile posto a capo dello shire (l'analogo dell'attuale contea).

## Descrizione
In Gran Bretagna (esclusa la Scozia) dal 1835 al 1974 il consiglio di ciascun ente municipale (municipal borough) era composto da consiglieri e aldermanni. Questi ultimi non erano eletti dal corpo elettorale ma dallo stesso consiglio, per sei anni; tendevano ad assumere una posizione di preminenza all'interno del consiglio perché erano solitamente i membri con maggiore anzianità di appartenenza. Oggi i consigli possono ancora nominare aldermanni onorari, spesso come riconoscimento per la lunga appartenenza; ciò avviene più frequentemente nell'Irlanda del Nord che non in Inghilterra o in Galles.
Nella City of London Corporation, che amministra la City of London, gli aldermanni esistono ancora. Sono eletti da ciascuno dei 25 ward in cui si divide il territorio cittadino e compongono la Court of Aldermen; sono inoltre di diritto justices of the peace (giudici di pace). Fino ad un recente passato la loro carica era vitalizia, mentre attualmente devono farsi rieleggere almeno ogni sei anni. Il sindaco della City (Lord Mayor of the City of London) - da non confondersi con il sindaco di Londra (Mayor of London) - è eletto tra gli aldermanni che hanno ricoperto anche la carica di sceriffo.
Nella Repubblica d'Irlanda il titolo veniva attribuito al primo consigliere eletto in una circoscrizione elettorale (ward) plurinominale. Nel 2001 il titolo è stato abolito nell'ambito della modernizzazione del governo locale.
In alcune amministrazioni municipali degli Stati Uniti gli aldermanni sono membri di un organo, denominato board of aldermen, che, secondo i casi, sostituisce quello che altrove prende il nome consiglio cittadino (city council), si affianca ad esso come organo esecutivo indipendente oppure costituisce una sorta di sua camera alta (a fianco del common council, secondo uno schema diffusosi nel XIX secolo ma oggi quasi del tutto abbandonato); vi sono anche amministrazioni municipali (ad esempio, Chicago) con il solo city council i cui membri sono però denominati aldermanni. In passato in alcuni stati federati (ad esempio in Pennsylvania) gli aldermanni erano giudici municipali competenti per reati di minore gravità.
Nei paesi di lingua portoghese la designazione tradizionale è Vereador, membro di un organo collegiale che rappresenta un comune, con funzioni esecutive in Portogallo, legislativa e parlamentare in Brasile.